# Сады (платформа, Ленинградская область)
Сады́ — платформа Ириновского направления Октябрьской железной дороги. Расположена на линии Мельничный Ручей — Невская Дубровка, в 26 километрах от станции Мельничный Ручей, во Всеволожском районе Ленинградской области.
На остановочном пункте одна боковая платформа. В 300 метрах от платформы находится садоводческий массив Сады.
Кроме электропоезда, до посёлка также можно добраться на маршрутном такси № 515, отправляющемся от станции метро  «Ломоносовская». Данный маршрут действует только с мая по сентябрь.
В направлении, противоположном от садоводческого массива, через лес идёт тропинка, примерно через 500 метров пересекающая автодорогу А120 «Магистральная». На пересечении этой тропинки и автодороги, с левой стороны, если двигаться от платформы Сады, находится братская могила, в которой похоронены участники обороны Ленинграда. Рядом расположены хорошо сохранившиеся бетонные конструкции понтонной переправы через Неву.
Раньше платформа была короче, под 10 вагонов, но в период дачного бума 1982 года была удлинена под 12-ти вагонный состав. Была деревянная  касса (некрашеный сруб) — сгорела в 1974 году.